# Gilmar
Gylmar dos Santos Neves (ur. 22 sierpnia 1930 w Santos, zm. 25 sierpnia 2013 w São Paulo) – brazylijski piłkarz występujący na pozycji bramkarza, mistrz świata w 1958 i 1962 roku.

## Kariera klubowa
Gilmar zaczął swoją karierę w klubie Jabaquara z Santos, ale przeszedł do Corinthians Paulista w 1951. Z tym klubem zdobył mistrzostwo stanu Sāo Paulo w 1951, 1952 i 1954.
Pod koniec dekady, podpisał kontrakt z Santosem, gdzie był częścią jednej z najlepszych drużyn piłkarskich w historii sportu. W Santosie grał z takimi legendami jak Pelé, Pepe, Zito, Mengalvio, Lima, Coutinho i wiele innych. Z Gilmarem między słupkami, Santos zdobywał prawie wszystkie mistrzostwa, jakie można było zdobyć: 5 mistrzostw stanu São Paulo (1962, 64, 65, 67, 68), 4 mistrzostwa kraju (1962, 63, 64, 65), 2 razy Copa Libertadores (1962 i 1963) i 2 razy Puchar Interkontynentalny (w 1962 przeciwko Benfice z rewelacyjnym Eusébio i w 1963 przeciwko Milanowi).

## Kariera reprezentacyjna
W reprezentacji Brazylii Gilmar zagrał 94 razy (103 z nieoficjalnymi meczami) i był powoływany trzy razy na mistrzostwa świata (od 1958 do 1966). Był w wyjściowej jedenastce, gdy Brazylia zdobywała mistrzostwo po raz pierwszy (1958) i drugi (1962).